# Довгожитель (конфігурація клітинного автомата)
Довгожи́тель — клас конфігурацій клітинного автомата, зокрема — гри «Життя» Конвея, які складаються з невеликої кількості живих клітин у початковому стані, але стабілізуються лише через багато поколінь. Під стабілізацією мається на увазі розпад конфігурації на циклічні і стабільні підконфігурації і космічні кораблі, що віддаляються від точки старту. Стабілізація для довгожителя є обов'язковою, і це звужує коло застосування цього терміна — в багатьох клітинних автоматах будь-яка конфігурація або швидко вимирає, або зростає необмежено.
Точніше Мартін Ґарднер визначив їх як конфігурації з 10 або меншої кількості клітин, яким для стабілізації потрібно не менше 50 поколінь. Англомовна назва Мафусаїл (англ. Methuselah) походить від імені біблійного персонажа Мафусаїла, який прожив 969 років.

## Приклади у грі «Життя»
Найпростішим довгожителем гри «Життя» є R- пентаміно, еволюцію якого зображено праворуч. Це конфігурація з п'яти клітин, відкрита творцем гри «Життя» Джоном Конвеєм, яка стабілізується через 1103 покоління.
Після цього на полі залишається 116 живих клітин, які утворюють 25 об'єктів: 8 блоків, 6 планерів, 4 вулики, 4 блимавки, 1 човен, 1 коровай і 1 корабель. Перший із шести планерів утворюється через 69 поколінь. Помічений 1970 року Річардом Гаєм, він став першим зареєстрованим планером.
Іншим прикладом довгожителя є конфігурація жолудь (англ. acorn), яка в початковому стані складається з 7 клітин і стабілізується через 5206 поколінь, залишаючи на полі 633 клітини, які утворюють конфігурацію дуб (англ. oak).